# Sanctuary (canción de Cavalera Conspiracy)
Sanctuary es el primer sencillo del álbum debut de Cavalera Conspiracy y se publicó el 3 de marzo de 2008. Inflikted fue lanzado el 24 de marzo de 2008 en Norteamérica y publicado por el sello discográfico Roadrunner Records.

## Información del sencillo
Existen dos versiones de este sencillo: uno fue lanzado en formato digital y el otro en formato CD promocional. El sencillo promocional europeo fue publicado como un CD en una funda de cartón con diferentes obras de arte.
Se hicieron dos versiones del video de "Sanctuary", una contiene las partes censuradas que el otro no. Ambos videos pueden ser encontrados en su página web oficial.

## Listado de canciones
Sencillo promocional europeo
1. "Sanctuary" - 3:18

## Intérpretes
- Max Cavalera - Voces, Guitarra rítmica
- Igor Cavalera - Batería y percusión
- Marc Rizzo - Guitarra líder y rítmica, Voces adicionales en "Sanctuary"
- Joe Duplantier - Bajo